# INIT AG für digitale Kommunikation
Die INIT AG für digitale Kommunikation (Eigenschreibweise: ]init[ AG) ist ein IT-Beratungsdienstleister sowie Digitalagentur und IT-Dienstleister mit Firmensitz in Berlin.
Init wurde am 14. Dezember 1995 von Dirk Stocksmeier und Heinrich Buschermöhle als „]init[ GbR für digitale Kommunikation und Internet-Automation“ gegründet. Am 9. September 1999 erfolgte die Umwandlung zur „]init[ AG für digitale Kommunikation“.
Das Unternehmen beschäftigte im Geschäftsjahr 2022 rund 860 Mitarbeitende (nach FTE) an Standorten in Berlin, Hamburg, Köln, Mainz, München und Brüssel. Die Umsatzerlöse betrugen 181 Mio. EUR. Im Ranking der Full-Service-Digitalagenturen des Bundesverbands Digitale Wirtschaft (BVDW) belegt das Unternehmen 2023 im Gesamtranking den dritten Platz und im Subranking „Plattformen“ den ersten Platz.